# Природний дар
Природний дар (англ. The Natural) — американська спортивна драма 1984 року.

## Сюжет
Рой Гоббс, провінційний хлопчина, з дитинства мріє грати в бейсбол професійно. Обігравши в суперечці знаменитого бейсболіста Веммера, Гоббс доводить, що в майбутньому його чекає успіх. Але нещасний випадок заважає йому почати кар'єру. І ось через 15 років Гоббс починає практично з нуля, тоді як в його віці зазвичай зі спорту вже йдуть. Рой починає грати за «Нью-йоркських Лицарів», команду, яка програє матч за матчем. Отримавши такий шанс, Рой Гоббс не упускає його і доводить всім, що він один з найвидатніших бейсболістів.

## У ролях
| Актор                 | Роль           |
| --------------------- | -------------- |
| Роберт Редфорд        | Рой Гоббс      |
| Роберт Дюваль         | Макс Мерсі     |
| Гленн Клоуз           | Айріс Гейнс    |
| Кім Бейсінгер         | Мемо Періс     |
| Вілфорд Брімлі        | Поп Фішер      |
| Барбара Герші         | Гаррієт Бірд   |
| Роберт Проскі         | суддя          |
| Річард Фарнсворт      | Ред Блоу       |
| Джо Дон Бейкер        | Веммер «Молот» |
| Джон Фіннеган         | Сем Сімпсон    |
| Алан Ф'юдж            | Ед Гоббс       |
| Пол Салліван молодший | молодий Рой    |

| Актор              | Роль          |
| ------------------ | ------------- |
| Рейчел Голл        | молода Айріс  |
| Роберт Річ III     | Тед Гоббс     |
| Майкл Медсен       | «Бумп» Бейлі  |
| Джон Ван Несс      | Джон Олсен    |
| Міккі Трінор       | «Док» Діззі   |
| Джордж Вілкош      | Боббі Савой   |
| Ентоні Дж. Феррара | тренер Вілсон |
| Філіп Манковські   | Генк Бенц     |
| Денні Айелло III   | Еміль ЛаДжонг |
| Джо Кастеллано     | Еллі Стаббс   |
| Майк Старр         | Бун           |
| Сем Грін           | Мерфі         |
| Даррен Макгевін    | Гас Сендс     |